# جوانا فورسبرغ
جوانا فورسبرغ (بالسويدية: Johanna Forsberg)‏ (16 أكتوبر 1995 - ) هي لاعبة كرة يد سويدية.

## وصلات خارجية
- جوانا فورسبرغ على موقع الاتحاد الأوروبي لكرة اليد (الإنجليزية)